# سارامس بزرگ
سارامس بزرگ یک افسر ایرانی با اصالت مادی بود که در مناصب عالی در زمان پادشاه ساسانی هرمزد چهارم (ح. ۵۷۹–۵۹۰) احتمالاً به عنوان والی یک استان خدمت می‌کرد. هنگامی که بهرام چوبین علیه هرمزد چهارم قیام کرد، سارامس برای سرکوب شورش او فرستاده شد، اما شکست خورد و در نهایت اسیر شد. او را زیر پای فیل‌ها انداختند و به این شکل کشته شد.